# Paradigma indiciário
Paradigma indiciário é um conceito elaborado por Carlo Ginzburg para maximizar a possibilidade de pesquisa em Micro-História, pois os pesquisadores dessa abordagem teórica observam aspectos tanto gerais quanto específicos para aprofundarem-se em seu objeto de estudo. Inspirado por Giovanni Morelli, Ginzburg utiliza desse método para suas pesquisas relacionadas à Micro-História e a História Cultural, inspirando vários outros autores a seguirem a metodologia do paradigma indiciário.
O termo “paradigma indiciário” se refere a uma abordagem teórica desenvolvida por Carlo Ginzburg na década de 1970, que se diferencia das abordagens tradicionais por buscar a interpretação de indícios, presumivelmente insignificantes, encontrados em fontes históricas, a fim de extrair pistas fragmentárias deixadas por pessoas do passado.
Ginzburg primeiro apresentou suas ideias em seu artigo “Sinais: Raízes de um Paradigma Indiciário”, publicado em seu livro Mitos, Emblemas, Sinais: morfologia e História (1986), onde explorou em maior profundidade a importância da interpretação dos indícios fragmentários; no mesmo ano, já utilizando o paradigma indiciário como método, escreveu obra História Noturna: Decifrando o Sabá (1989), onde investigou os registros de julgamentos de bruxas e a crença no Sabá. Desde então, seu método tem influenciado historiadores e pesquisadores mundialmente. E sua valorização dos indícios têm contribuído para uma compreensão mais requintada e complexa da história. 

## Surgimento
A partir da década de 1960, quando Carlo Ginzburg iniciou seus estudos no Instituto Warburg, suas conexões com intelectuais associados a essa instituição o aproximaram dos conceitos e métodos de Aby Warburg, um historiador da arte alemão de ascendência judaica. Reconhecido por sua abordagem inovadora na análise de imagens e símbolos, dizia sobre seu método que “O bom Deus está nos detalhes” (em alemão, "Der liebe Gott steckt im Detail"). Tal observação revela um dos traços mais característicos do seu método que seria adotado por Ginzburg: a imagem de um historiador dedicado aos detalhes minuciosos, ao impulso investigativo e, utilizando a metáfora de Carl Georg Heise, a uma abordagem histórica escrita por um detetive.
A imagem de um “historiador detetive” designou o caminho pelo qual Ginzburg seguiria. Por volta dos anos 1970, enquanto escrevia O Queijo e os Vermes (1976), obra pela qual é prestigiado até hoje, Carlo Ginzburg começou a desenvolver suas primeiras ideias quanto ao “paradigma indiciário”. Nessa obra, Ginzburg analisa os detalhes do registro do julgamento do moleiro italiano Domenico Scandella, também chamado de Menocchio, que foi acusado e condenado de heresia pela Inquisição no século XVI devido à efervescência das suas ideias, contrárias aos dogmas propagados pela Igreja. No livro, acentuando os indícios deixados por Menocchio, Ginzburg apresentou aspectos culturais e sociais de época através da sua atenção aos pormenores.
Essa abordagem interpretativa, no entanto, só seria cunhada junto ao lançamento do livro Mitos, Emblemas, Sinais: morfologia e História em 1986, onde o historiador busca sair do paralelo entre “racional” e “irracional” e apresentar ao público esse novo modelo epistemológico inspirado na história da arte italiana e alemã. A partir de então, foi usada para o desenvolvimento de inúmeras pesquisas voltadas para a Micro-História e para a história cultural.

## Autores relacionados
Giovanni Morelli foi uma das inspirações por trás da noção de paradigma indiciário por sua atenção a detalhes com o intuito de distinguir obras de arte de pintores renomados.  Outros autores que inspiraram a ideia foram Sigmund Freud, que também teve contato com os escritos de Morelli, e Arthur Conan Doyle, devido à forma como seu famoso personagem, o detetive Sherlock Holmes, usava da observação para solucionar seus casos.
É Carlo Ginzburg, no entanto, que propõe o método do paradigma indiciário a partir do estudo dos autores mencionados acima, usando-os em suas próprias obras, tal como O queijo e os vermes (1976) e Os Andarilhos do Bem (1966), que explora o papel não tão conhecido de cultuadores da fertilidade que visavam proteger as colheitas contra o que acreditavam ser bruxas e feiticeiros, durante a Idade Moderna. Mesmo assim, esse paradigma é constantemente usado por outros pesquisadores. O campo da história cultural em si tem diversos adeptos a essa metodologia, sendo Robert Darnton um exemplo.
Natalie Zemon Davis, um dos nomes da Micro-História, usou o paradigma indiciário em suas pesquisas, em especial O Retorno de Martin Guerre (1982), contando o caso de um homem que supostamente reapareceu em sua vila após anos desaparecido, só para mais tarde ser descoberto como um impostor que usurpou a identidade do verdadeiro desaparecido. Combinado a Micro-História ao paradigma indiciário, Davis embarca nos documentos para entender a fundo todo o processo. 
Entretanto, o paradigma indiciário não se atem aos historiadores e foi adotado por autores como Michel Foucault, Clifford Geertz, Victor Turner e Mary Douglas, evidenciando seu caráter interdisciplinar.

## Paradigma indiciário na prática
“Paradigma” significa exemplo, modelo, enquanto “indiciário” tem o sentido de indicar, apontar. No paradigma indiciário, tem-se a noção de que é impossível saber, em totalidade, cada aspecto do objeto estudado, o que evidencia que o trabalho do pesquisador também está relacionado em lidar com a fragmentabilidade das informações enquanto vai contra a ideia de fatos absolutos . Sendo assim, evitando generalizações e considerando o contexto do que está sendo pesquisado, o historiador que opta pela abordagem teórica do paradigma indiciário utiliza fontes tradicionais como um modelo, uma base, mas vai além ao valorizar fontes alternativas que indicam elementos cuja tradicionalidade não consegue exprimir. 
No capítulo “Sinais: Raízes de um paradigma indiciário”, da obra Mitos, emblemas, sinais: morfologia e história (1986), Carlo Ginzburg aponta que semelhante ao trabalho dos caçadores, detetives e médicos que se guiam mediante a investigação de rastros, pistas e sintomas, respectivamente, o historiador se orienta por fontes como documentos escritos, observação, obras de arte, artefatos, etc. Indo além e relacionando-se com o ramo da História Oral, o paradigma indiciário também utiliza a oralidade como uma fonte de destaque.
Exemplo prático disso pode ser visto na análise de um evento histórico como o Holocausto: enquanto a tradicionalidade se atem às fontes mais formais, como os documentos jurídicos da época, o paradigma indiciário, aliado à história oral, complementará essas mesmas fontes com coletas de depoimentos de quem teve alguma ligação com o ocorrido, como as vítimas sobreviventes. Isso permite ao historiador um entendimento único e ainda maior sobre o quão perverso foi o Holocausto, pois tais relatos lhe oferecem detalhes como sentimentos, expressões, memórias individuais, diferentes perspectivas e vivências  – aspectos que não podem ser retratados com a mesma riqueza através das fontes tradicionais.
Como dito anteriormente, o paradigma indiciário está ligado à história oral. No entanto, ele também se conecta à Micro-História: âmbito da História onde o pesquisador analisa seu objeto de estudo por uma escala reduzida, ou seja, é mais específico, detalhado, e tende a ressaltar indivíduos comumente esquecidos e/ou pouco analisados. Pode-se usar o já citado O queijo e os vermes como exemplo, assim como a obra Eu, Pierre Rivière, que degolei minha mãe, minha irmã e meu irmão (1973), organizada por Michel Foucault. Por meio de documentos jurídicos, testemunhos escritos e pareceres médicos, Foucault, em trabalho coletivo, apresenta um estudo que segue as pistas de um caso real de fratricídio cometido pelo camponês Jean Pierre Rivière em um vilarejo na França do século XIX. Através dessa pesquisa, Foucault relaciona a psiquiatria⁣ à ⁣justiça penal. 
À vista de tudo exposto, é possível afirmar que a abordagem teórica do paradigma indiciário tem uma metodologia que difere dos procedimentos tradicionais, dependentes de documentos completos e narrativas lineares. Entretanto, é um equívoco afirmar que o paradigma indiciário seja o oposto da abordagem tradicional, pois, na verdade, ele a complementa, sendo interdisciplinar e enfatizando a importância da análise meticulosa de detalhes e da leitura entrelinhas, que podem oferecer percepções significativas à recuperação de aspectos da vida cotidiana, das mentalidades, práticas sociais e culturais do objeto analisado.